# ドラゴン拳
『ドラゴン拳』（ドラゴンけん）は、小林たつよしによる日本の漫画。
『別冊コロコロコミック』（小学館）において1982年11月号から1984年4月号まで連載され、その後『月刊コロコロコミック』（小学館）において1984年4月号から1985年12月号まで連載された。単行本は全7巻。

## 解説
作者である小林の代表作のひとつ。小林は十数年にわたって『コロコロ』に漫画を掲載しており、その中でも最初期に位置する作品である。連載開始当時はカンフーがブームであり、ジャッキー・チェンやブルース・リーが大人気であったことから、カンフーなどの拳法がテーマに取り入れられた。
著者の小林もカンフーの大ファンであったものの、格闘技漫画であるだけに暴力をあおることになりかねないよう、当時の少林寺のある人物による「力なき正義は無力」との発言をもとにし、真の男は強さのみならず、家族や仲間を思いやる心、即ち愛が必要とされることが最大のテーマにした拳法アクション漫画となる。これは作中で説かれる「正義を伴わない力は単なる暴力に過ぎず、かといって正義感だけ翳しても、力がなければ無力に等しい」との教えにも現れている。このテーマは、小林自身が「以前から描きたかった」と語っている。
また、「父と子」が本作の裏テーマとされ、主人公が戦いを通じて家族の絆を取り戻し、人間的な成長を遂げるといった姿も描かれている。このテーマは、後の小林の作品『秘拳伝説 獅子王伝』として結実することとなった。
『別冊コロコロコミック』で連載が開始されたものの、かなりの人気が出たことから、連載の場は本誌へ移されることになった。それだけに、連載を終わらせようにも終わらせることができず、小林は中盤から終盤にかけての物語作りに苦心したものの、読者への漫画の見せかた、読者の心を引きつけかたを学ぶことができた作品と語っている。

## あらすじ
物語は大きく3つに分かれている。
1. 少林鬼族
少林拳を学んで育った主人公・竜王拳は、崇山学園[4]に日本一の拳法部を築こうと仲間たちと共に奮闘する。だが悪の集団・少林鬼族が、拳の育った少林龍寺の竜王伝を狙う。最高武具の竜王環（ドラゴンリング）と竜王棍（ドラゴンスティック）を手にして正統少林拳を守ろうとする拳の前に、悪の拳士たちが次々に襲い来る。
2. 裏少林
少林鬼族との戦いを通じ、死んだと思われていた両親が中国で行方不明になっていると知った拳は、中国へ旅出つ。そこでは世界制覇を企む裏少林によって人々が虐げられていた。拳は少林寺で最高の拳法・竜王拳（ドラゴンけん）を会得し、裏少林に戦いを挑む。
3. 神極拳
中国から日本へ帰って来た拳が目にしたものは、暴徒の巣と化した崇山学園だった。粛清会や運動部の暴挙で虐げられる生徒たち。その影には、史上最強の拳法とされる神極拳一派の、選ばれた人間による理想郷を築かんとする野望があった。拳は竜王拳を上回る真・竜王拳に開眼。最後の戦いが幕を開ける。

## 登場人物

### 拳と仲間たち
竜王 拳（りゅうおう けん）
主人公。崇山学園に通う中学生で、竜拳（りゅうけん）の達人。屈強の拳士であることに加え、悪に敢然と立ち向かう正義感、人をいたわる優しい心の持ち主。女性が苦手なのが弱点。後に竜拳を遥かに上回る少林寺最高の拳法・竜王拳（ドラゴンけん）を体得する。両腕には金色の竜王環（ドラゴンリング）を付けている。手に持つ竜王棍（ドラゴンスティック）は伸ばすと竜王三節棍（ドラゴンさんせつこん）となる。さらに伸ばして竜節鞭とすることもできる。
大空 麗（おおぞら れい）
拳と同じクラスの少女。入学早々に拳の強さに一目惚れし、やがてそれは命懸けの愛情へ変わり、拳を支え続ける。踊るような滑らかな動きの舞拳（まいけん）の使い手。髪を両把頭（シニヨン）にしている。
鷹匠（たかじょう）
崇山学園拳法部の番長であったが、拳に敗れて和解。彼の仲間となり、共に拳法部を盛り立てるために奮闘する。鷹の素早い動きを取り入れた鷹拳（たかけん）の使い手。
酒盛 一平（さかもり いっぺい）
日の出商店という酒屋の息子。拳法に励む者を嫌悪していたが、拳法を愛する拳の心意気に惚れ、親友となる。酔った仕草で相手を惑わす奇拳、酔拳（すいけん）の使い手。手に持つヒョウタンの中は水。
竜王 道拳（りゅうおう どうけん）
中国の崇山少林寺の教えを受け継ぐ少林龍寺の住職。拳の育ての親。拳たちからは「じっちゃん」と呼ばれている。
おばば
少林竜寺に住む老婆で、拳の育ての親。
竜王（りゅうおう）
拳の父。拳が幼い頃に死んだといわれていたが、実は裏少林との戦いで命を落とし、遺体は少林寺の地下に保存されていた。竜王拳の開祖。
拳の母
拳が幼い頃に死んだといわれていたが、実はかつて次男の漢を裏少林に奪われ、拳を道拳に預けて中国で裏少林を追っていた。当初は拳に悟られまいと拳に冷たく当たっていたが、途中から自分が母であることを明かし、ともに戦った。
愛鈴（あいりん）
中国の小村に住んでいた少女。両親の消息を追って中国へ渡った拳と行動を共にする。
王 雲宗（ワン ウンシュウ）
少林寺の住職。
金剛（こんごう）
少林寺の竜王拳の試練である竜王地獄房を守る僧侶。地獄房を通り抜けた拳を、命懸けで竜王拳の完成へと導き、自身を盾として拳を裏少林の魔手から守り、力尽きた。

### 少林鬼族
防御主体である少林寺と異なり、攻撃技を主体とした鬼拳（きけん）の一派。正統少林寺の壊滅を企んでいる。
影鬼（えいき）
少林鬼族の開祖。かつては道拳と共に少林寺で修行をしていたが、その攻撃的な性格のために寺を破門され、独自に鬼拳を編み出し、世界制覇のために少林鬼族を結成した。四天王の5つの技すべてを使いこなす。かつて事故で欠損した肉体の大半が銅人鬼の手で機械化されている。
銅人鬼（どうじんき）
拳法にメカを取り入れるために作られた房、鬼人房（きじんぼう）の拳士。幼少時に大病を患ったために運動を禁じられ、猛勉強の末に強化服デビルスーツを作り上げた。教育実習生・細川和彦として拳たちに接近、竜王環の秘密に迫る。
幻魔鬼（げんまき）
鬼人房と共に今後の少林鬼族を変えてゆくために作られた房、鬼幻房（きげんぼう）の拳士。幻術を操る幻魔拳で拳を苦しめる。

#### 四天王
猛虎鬼（もうこき）
怪力の上、鍛えに鍛え上げた鋼鉄のような肉体の持ち主。虎拳（こけん）の使い手。
蛇鶴鬼（じゃかくき）
四天王の紅一点。蛇拳（じゃけん）、鶴拳（つるけん）の使い手。女であることを利用して拳を苦しめるが、拳の奇策の前に敗北。女の身をいたわる彼の優しさに触れて改心し、仲間となる。鬼族を抜けた後は花屋を開業。
鮫牙鬼（さめがき）
水中戦を得意とする禿頭の巨漢。鮫拳（さめけん）の使い手。アゴは人工で、鮫のような牙を持つ。拳の男気に触れて改心し、裏切り者の邪猿鬼を倒した後、蛇鶴鬼と共に拳の仲間となる。蛇鶴鬼と同棲中。
邪猿鬼（じゃえんき）
猿を自在に操り、自身も猿拳（さるけん）を使う。拳に命を救われて和解、鮫牙鬼の襲来に際して彼の弱点を指摘して拳を勝利へ導くが、そのすべては拳を倒す手柄を独占するための芝居という卑劣漢。

### 裏少林
殺人拳・裏少林拳（うらしょうりんけん）による世界制覇を企む殺人拳士集団。
大王（だいおう）
裏少林の支配者。利用できるものは何でも利用し、不要となったものは部下すらたやすく見捨てる。実は竜王との戦いで左足を失っている。最期は漢を虫けら呼ばわりし、漢を見捨ててヘリコプターで逃げようとしたが、漢にヘリの翼を蹴り折られて墜落死する。

#### 七拳士
虹魔王（にじまおう）
七拳士の総領。その正体は拳の双子の弟、漢（かん）。幼少時に裏少林に奪われ、大王の息子として育てられた。大王に見捨てられて真実を悟り、大王を倒した末、拳に命を救われて和解する。実力は拳と互角で、拳と同じ竜拳、そして裏少林最高奥義・虹竜七王拳（こうりゅうしちおうけん）の使い手。両腕には銀色の「虹竜環」を付けている。
銀魔王（ぎんまおう）
全身の肉体を意のままに操る特異体質の持ち主。性別を問わずどんな人間にも化けられ、声質も変えることができる。この時、ぜんきよしの漫画『あほ拳ジャッキー』のジャッキーちゃんに化けるというギャグシーンもあった。さらに戦いでは腕を伸ばす、関節をありえない方向へ曲げる、肉をクッション状にして相手の攻撃を無効化するなどの常識を超えた拳技を繰り出す。だが、拳に「頭部には肉を集めることはできない」と見破られ、頭を叩き割られて倒される。
赤魔王（あかまおう）、青魔王（あおまおう）
赤魔王は火を吐き、青魔王はエラ呼吸と水かき状に改造した手で水中を泳いで相手を襲う。相反する特技を互いに生かしたコンビ戦法の前には、相手は地上では火に追いやられ、水中では身動きがとれなくなる。しかし赤魔王は水中では火が使えず、青魔王は常に水中にいないと死んでしまう。最期は仲間割れで自滅。
黒魔王（こくまおう）
幼い頃に捨てられ、雌の黒豹に育てられた男。雄叫びで野生の動物たちを自在に操る。黒豹と一体化することもできる。人間技とは思えない速さの豹拳（ひょうけん）の使い手。最後は育ての親の黒豹と抱き合って死んだ。
朱魔王（しゅまおう）、紫魔王（しまおう）
獣のような顔の朱魔王は刀剣の名手、長身の紫魔王は天下一の槍術の使い手。2人とも生まれついての殺人兵士。最後は拳たちの手であっけなく倒された。

### 崇山学園
石黒 健二（いしぐろ けんじ）
拳の級友だが、実は生徒会粛清隊の隊長。「勉強も運動もできず、才能と呼べるのはせいぜいプラモ作りだけ」という粛清隊の格好の餌食を装って敵も味方も欺いていたが、拳抹殺の失敗から拳帝に始末されそうになり改心して、拳の味方となる。手を触れずに相手を突き飛ばす神極拳・真空突きの使い手。『3D甲子園 プラコン大作』の著者である漫画家・たかや健二がモデル。
かおる
拳たちの友人。じゅん子という彼女がおり、いつも「じゅん子命」という幟を掲げている。じゅん子からは「かおちゃん」と呼ばれている。
アイアン
アメラグ部の主将。身長は数メートルにも達し、鉛入りのフットボールを軽々と投げつける怪力の持ち主。着用しているプロテクターは鋼鉄製。
海童 猛（かいどう たけし）
プロレス部の主将。部室を失った拳法部員たちをさらに叩きのめすことを目論むも、拳に敗北。粛清隊の暴挙を見かね、学園を守るために拳たちと共に戦い、最後は鉄拳騎団との戦いで死亡する。歯は全てヤスリで磨いて尖らせているが、劇中では噛み付き攻撃を全くしなかった。
北原 玲央奈（きたはら れおな）
新体操部のキャプテン。ナイフのような鋼のリボンで拳に挑むが、敗北。海童と同様、拳の仲間として学園を守るために戦い、最後に拳を庇って鉄拳騎団に殺された。

### 神極拳
中国拳法・内家拳法の最大の奥義である神極拳（しんきょくけん）の一派。
神極拳鉄拳騎団（しんきょくけんてっけんきだん）
崇山学園を襲撃した神極拳の戦闘部隊。戦国時代さながらな当世具足を身に纏い、刀や槍、爆弾つきの弓矢を武器に、集団戦法で崇山学園の生徒たちをパニックに陥れた。リーダーの鎧には爆薬が仕込まれている。最期は爆発して果てた。
仁王（におう）
神極拳に拉致された研究者たちによって作った悪魔の生物兵器。最後は研究者たちの手で始末された。
拳帝（けんてい）
神極拳総本部の支配者。拳たちよりもずっと年少の少年で、自らを神の子と名乗り、選ばれた人間たちのみによる理想郷を築き上げることを目論んでいる。鏡に映したかのように相手の拳法を完全にコピーする技、神極魔鏡拳（しんきょくまきょうけん）の使い手だが、拳の竜王拳の正義の心はコピーできなかった。最期は拳に両腕をもがれ果てる。